# Crawfordsville (Indiana)
Crawfordsville é uma cidade localizada no estado americano de Indiana, no Condado de Montgomery.

## Demografia
Segundo o censo americano de 2000, a sua população era de 15 243 habitantes.
Em 2006, foi estimada uma população de 15 150, um decréscimo de 93 (-0.6%).

## Geografia
De acordo com o United States Census Bureau tem uma área de 21,7 km², dos quais 21,7 km² cobertos por terra e 0,0 km² cobertos por água. Crawfordsville localiza-se a aproximadamente 221 m acima do nível do mar.

## Localidades na vizinhança
O diagrama seguinte representa as localidades num raio de 16 km ao redor de Crawfordsville.